# جو فرانكو
جو فرانكو (بالإنجليزية: Joe Franco)‏ (26 يناير 1990 بمونروفيا في الولايات المتحدة - ) هو لاعب كرة قدم أمريكي في مركز الدفاع. لعب مع LA Laguna FC ‏ ولوس انجلوس غالاكسي 2 وMiami FC ‏.

## وصلات خارجية
- جو فرانكو على موقع قاعدة بيانات كرة القدم.إي يو (الإنجليزية)